# Porxos del Rec
Els Porxos del Rec són un conjunt urbà del barri de la Ribera de Barcelona, catalogat com a bé cultural d'interès local.

## Història i descripció
El conjunt dels porxos té l'origen a la demanda presentada el 1786 per un grup de cinc tonyinaires per utilitzar-los com a zona de treball, tot substituint unes precàries barraques de fusta. En aquella zona hi havia una activitat pesquera molt intensa i van aprofitar l'espai residual pel cobriment l'antic Rec Comtal a cel obert.
Està format per un total de deu finques repartides en tres illes, que disposen d'una porxada contínua avançada respecte de les façanes, a la banda occidental del carrer del Rec, entre el passeig del Born i el carrer de Guillem, seguint la sinuositat del carrer. No hi ha una correspondència directa entre l'estil dels edificis i del porxo que els sosté, ja que alguns d'aquests es varen construir posteriorment a la porxada, com per exemple el dels números 53-54, de finals del segle xx.
La composició de la porxada es basa en columnes que sustenten un terrat amb barana d'obra. Aquests elements arquitectònics segueixen unes pautes comunes com són l'alçada dels pilars, jàsseres i baranes, tanmateix tots ells tenen la mateixa profunditat des de la façana. Existeixen annexes construïts a sobre dels terrat i fora d'ordenació, un a cada una de les illes, la qual cosa fa que la continuïtat visual estigui fraccionada en aquests punts. De totes maneres, el ritme d'intercolumnis és molt similars entre ells i l'escala equivalent de baranes i elements arquitectònics aporta una força visual destacable.
La façana dels porxos reprodueix la varietat d'estils i materials dels edificis. Així tenim columnes de pedra i altres de totxo manual. Els capitells tenen formes diferents, essent freqüents els de línies sòbries d'estil renaixentista. Els portals de locals i vestíbuls queden més amagats però gaudeixen de l'aixopluc dels porxos, cosa que ha permès promoure l'activitat comercial. Estilísticament és una obra popular, a tenor de la sobrietat de les formes arquitravades i la manca de decoracions en els elements arquitectònics com capitells, pedestals, i columnes. Com a detalls esculpits cal destacar tres capitells de pedra que utilitzen la forma anomenada de taló d'una manera simplificada a l'extrem.
En temps de la seva construcció es va permetre el tancament dels espais comercials. Recentment, però, en dates diferents i obligats per la normativa actual, s'han anat alliberant els espais i es deixen oberts permanentment pel pas de vianants. Actualment, ja només en queda un de tancat amb persianes enrotllables.